# 激龟忍者传
《激龟忍者传》是一款由科乐美制作的横向卷轴平台游戏。 本游戏根据动画片忍者神龟改编。本游戏以《激龟忍者传》于1989年5月在日本地区FC游戏机发行，1989年6月在北美地区发行。 本作在北美地区的名称与动漫忍者神龟一致。
玩家选择四个忍者神龟之一。在每个关卡中，需要打败各类敌人。最后打败关卡的头目过关。
本游戏具有一定难度，已被广泛认为是史上最高难度的FC游戏之一。尽管如此，本作在商业上取得成功，共销售超过400万册。本游戏成为FC游戏最畅销的游戏之一。